# Zeynalabdin Taghiyev
Zeynalabdin Taghi oghlu Taghiyev in azero Zeynalabdin Tağı oğlu Tağıyev (Baku, 25 gennaio 1821 – Mardakan, 1º settembre 1924) è stato un imprenditore e filantropo azero.

## Biografia

### I primi anni
Zeynalabdin Taghiyev nacque in una famiglia povera. Suo padre Taghi era calzolaio, mentre sua madre Umukhanum era casalinga. Alla morte della moglie, suo padre si risposò e per contribuire a mantenere la famiglia (composta da otto figli) il giovane iniziò a svolgere la professione di muratore. La sua dedizione al lavoro lo fece divenire già a 18 anni capomastro. Assieme a due amici, i fratelli Sarkis, acquistò della terra presso il villaggio di Bibi-Heybat, a pochi chilometri a sudest di Baku. L'intenzione era di compiere degli scavi alla ricerca di petrolio, ma tutti i loro tentativi si dimostrarono vani. Dopo qualche tempo, i compagni d'avventura di Taghiyev vendettero la loro parte di terra e tornarono a Baku. Poco tempo dopo uno dei pozzi di Taghiyev iniziò a dar frutto ed egli divenne improvvisamente uno degli uomini più ricchi dell'impero russo.

### Contributi all'economia
Taghiyev investì la sua fortuna non solo nel commercio del petrolio ma anche in altri progetti, come ad esempio la costruzione di una fabbrica di tessuti (una delle 28 all'epoca presenti in Russia) dove tenne anche dei corsi di formazione, e attività di pescherie industriali operanti nel mar Caspio. Si occupò anche della costruzione di una moschea, di una scuola pubblica, di una farmacia e di un ambulatorio di primo soccorso, oltre che di un mulino nella città natale, il tutto al costo di 6 milioni di rubli. In due anni e mezzo, ne riguadagnò altri 7,5 milioni. Operò prevalentemente nell'area del Caucaso dove stabilì imprese per un ammontare di 16 milioni di rubli. Negli anni '90 dell'Ottocento acquistò la compagnia di vaporiere del Mar Caspio, dotandola di una flotta di 10 imbarcazioni e facendola diventare così la principale compagnia di navigazione dell'area.
Taghiyev acquistò case a Baku, Mosca, Tehran, Isfahan, Anzali e Rasht.

### Impegno filantropico

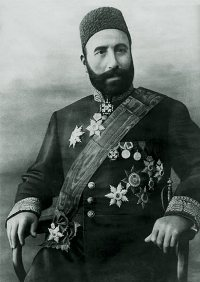
Zeynalabdin Taghiyev

Taghiyev è ricordato in particolare dagli azeri per le sue opere di carità. Sponsorizzò la costruzione del primo teatro nazionale dell'Azerbaigian nel 1883 (attuale Teatro di Stato) e lo restaurò dopo lo scoppio di un rovinoso incendio nel 1909. Nel 1911, coprì interamente le spese di quello che divenne il teatro dell'opera dell'Azerbaigian.
Taghiyev mise a disposizione la somma di 184.000 rubli per la costruzione della prima scuola mussulmana secolare per ragazze del Medioriente nel 1898–1900, forte anche dell'appoggio che gli diede la zarina Aleksandra Fëdorovna Romanova. Sponsorizzò inoltre la costruzione di una scuola di agricoltura a Mardakan nel 1894 e del primo politecnico del governatorato di Baku nel 1911. Prestò denaro alla stessa città di Baku per 750.000 rubli da rifondere in 35 anni nel 1895. Assieme ad altri industriali dell'area, finanziò il primo sistema di tram a cavalli di Baku che entrò in funzione nel 1892.
Sostenne la città anche nella risoluzione della crisi idrica che la affliggeva attraverso la costruzione di un sistema di canalizzazione in tubi di ceramica dell'acqua proveniente dai monti del Caucaso preso Quba, donando 25.000 rubli per lo scopo. I lavori terminarono nel 1916. Nel 1886 fondò la caserma dei pompieri di Baku.
Sostenne personalmente e finanziariamente talenti come lo scrittore Mammed Said Ordubadi, i politici Nariman Narimanov e Aziz Aliyev, il professor Khudadat bey Malik-Aslanov, ed il cantante d'opera Shovkat Mammadova.
Devoto mussulmano, fece tradurre a sue spese e per primo il Corano in azero, fatto al quale si oppose veementemente il clero locale che credeva che il contenuto del libro fosse da ritenersi sacro e di origine divina e quindi nessuno potesse arrogarsi il diritto di tradurlo. Taghiyev inviò per questo scopo un mullah a Baghdad, il quale ritornò con un permesso ufficiale per la traduzione. Taghiyev ordinò l'equipaggiamento necessario da Lipsia e sponsorizzò personalmente sia i lavori di traduzione che di stampa dell'opera.
Nel XIX secolo, il territorio dell'attuale Pakistan venne occupato dalle truppe britanniche che lo incorporarono nell'India britannica, ma nel contempo si diffuse una tremenda epidemia di peste (bubbonica e pneumonica) per la quale Taghiyev acquistò ed inviò personalmente 300.000 dosi di vaccino per la popolazione locale.

### Gli ultimi anni

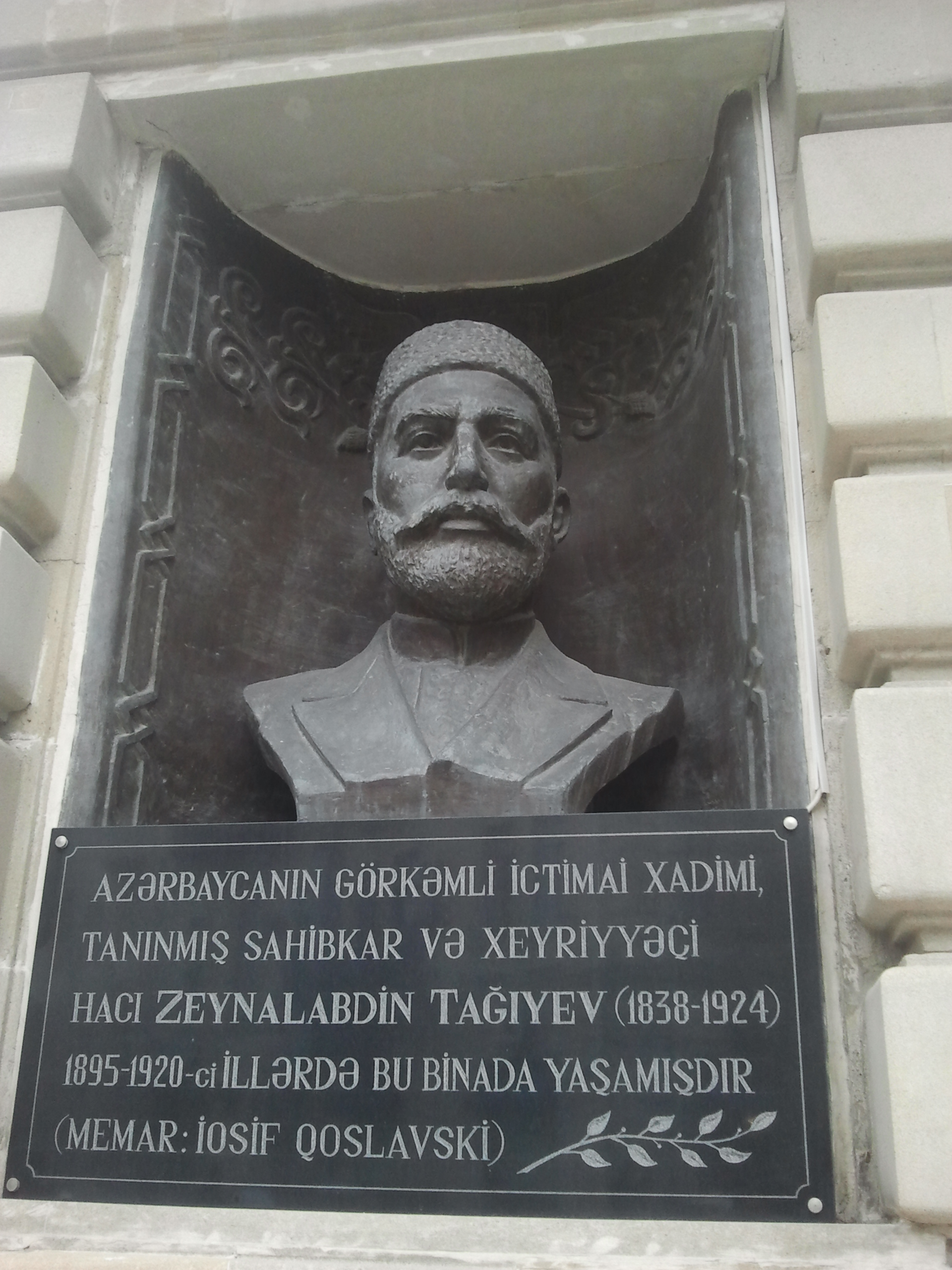
Monumento a Zeynalabdin Taghiyev nella città di Baku

Dopo la sovietizzazione dell'Azerbaigian nel 1920, la ricchezza del paese risentì particolarmente dell'operato del governo bolscevico e molti locali decisero di emigrare altrove. La casa di Taghiyev e molti altri suoi possedimenti vennero confiscati ma per il forte contributo alla popolazione gli venne proposto di scegliere un luogo ove risiedere da mantenere come sua proprietà personale. Taghiyev scelse di rimanere nella sua casa estiva di Mardakan, non lontano da Baku. Vi morì quattro anni dopo, il 1º settembre 1924, di polmonite. Dopo la sua morte, anche questa sua residenza venne confiscata alla famiglia. Sua moglie Sona, morì in miseria nelle strade di Baku nel 1938.
Il museo di storia dell'Azerbaigian ha oggi sede in quella che fu la casa di Taghiyev a Baku.

## Famiglia

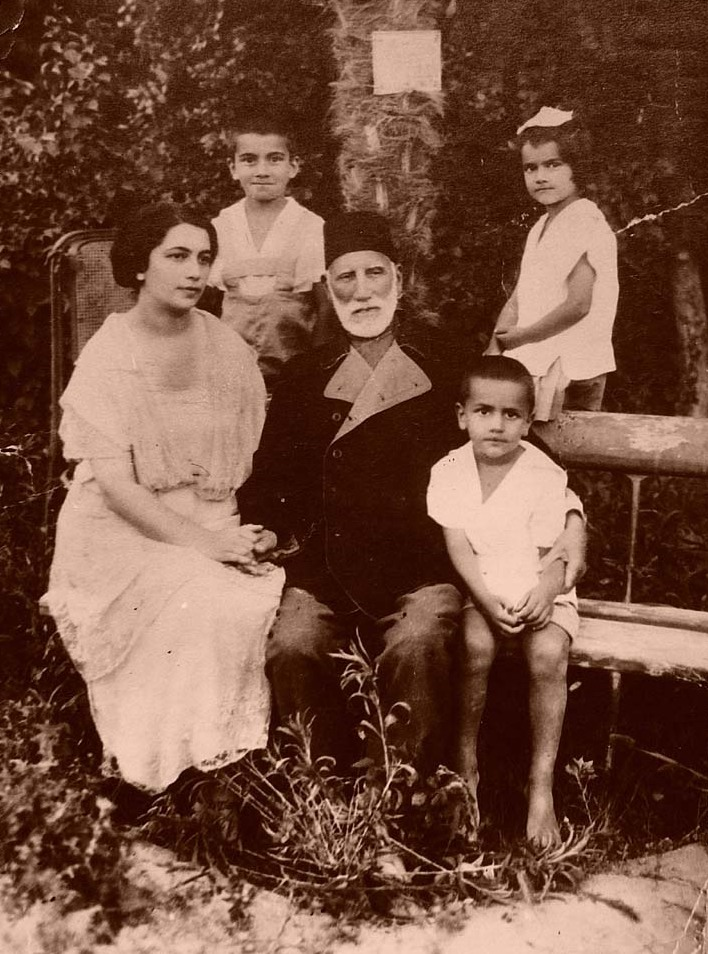
Taghiyev un anno prima della sua morte, accompagnato da sua figlia Leyla e dai nipoti

Taghiyev si sposò due volte. La prima moglie, Zeynab, la quale era anche sua cugina, gli diede tre figli. Dopo la sua morte, Taghiyev sposò Sona, figlia minore del generale Balakishi Arablinski. Il matrimonio si svolse nel 1896.